# Аль-Кади ан-Нуман
Абу́ Хани́фа ан-Ну’ма́н ибн Муха́ммад ибн Мансу́р ибн Ахма́д ибн Хайю́н аль-Тами́мий (X век или 903, Ифрикия или Кайруан, Кайруан — 974, Каир) — исмаилитский юрист и официальный историк Фатимидского халифата. Написал первое руководство по исмаилитскому праву по просьбе халифа аль-Муизз Лидиналлаха.

## Биография
Родившийся в Кайруане на территории современного Туниса, ан-Нуман принял исмаилизм и начал свою карьеру в Ифрикии при первом Фатимидском халифе аль-Махди.
За свою жизнь аль-Кади ан-Нуман служил четырём фатимидским халифам:
- аль-Махди
- аль-Каим
- аль-Мансур
- аль-Муизз

За пятьдесят лет служения ан-Нумана Фатимидам он при поддержке халифов написал огромное количество книг по истории, биографии, фикху и та’вилю. После завоевания Египта и Сирии Фатимидами ан-Нуман покинул Ифрикию и отправился в недавно основанный город Каир, где в конце концов умер в 974 году.
При аль-Махди началась карьера Кади ан-Нумана, основателя исмаилитского права и автора его самого авторитетного сборника «Китаб дааим аль-ислам» («Книга устоев ислама»). В отсутствие исмаилитской правовой традиции Кади ан-Нуман опирался в первую очередь на правовое учение имамов Мухаммада аль-Бакира и Джафара ас-Садика, переданное шиитами-двунадесятниками, и, во вторую очередь, на зейдитской традиции.
Это даёт имаму полномочия определять начало месяца без учета наблюдения новолуния, как того требуют все другие мусульманские юридические школы. Начиная с раннего периода Фатимидов начало месяцев обычно устанавливалось на практике на основе астрономических расчётов и, таким образом, часто приходилось на один или два дня раньше, чем у других мусульман; это несоответствие часто вызывало межобщинные ссоры по поводу начала и окончания месяца поста Рамадан.

## Работы
Ан-Нуман является автором более 40 трактатов по фикху, истории, та’вилю и темам, связанным с исмаилизмом в целом. Среди наиболее известных из них:
- «Китаб дааим аль-ислам» (Книга устоев ислама)
- «Ифтитах ад-Да’ва» (Начало миссии)
- «Китаб Асас ат-Та’виль» (Книга основ символической интерпретации)